# Daniel Adam
Daniel Adam (sinh ngày 30 tháng 11 năm 1998) là một cầu thủ bóng đá người Moldova thi đấu ở vị trí tiền vệ cho câu lạc bộ Moldova Spartanii Selemet.